# Gaizka Lejarreta
Gaizka Lejarreta Martin nacido el 16 de febrero de 1978, en Baracaldo (Vizcaya, España), es un ex ciclista profesional español entre los años 1999 y 2005.
A lo largo de su carrera profesional logró sus mayores éxitos en la modalidad de ciclocrós, donde un tercer puesto en el Campeonato de España de Ciclocrós. En dicha modalidad logró el subcampeonato del mundo en categoría júnior en el año 1996.

## Palmarés
2003
- 3.º en el Campeonato de España de Ciclocrós

## Resultados en Grandes Vueltas y Campeonatos del Mundo
Durante su carrera deportiva ha conseguido los siguientes puestos en las Grandes Vueltas y en los Campeonatos del Mundo en carretera:
| Carrera         | 1999 | 2000 | 2001 | 2002 |
| --------------- | ---- | ---- | ---- | ---- |
| Giro de Italia  | -    | -    | -    | -    |
| Tour de Francia | -    | -    | -    | -    |
| Vuelta a España | -    | -    | -    | -    |
| Mundial en Ruta | -    | -    | -    | -    |

-: no participa

Ab.: abandono

## Equipos
- ONCE (1999-2001)
- LA Pecol (2002)
- Catalunya-Ángel Mir (2005)